# Canalul Mânecii

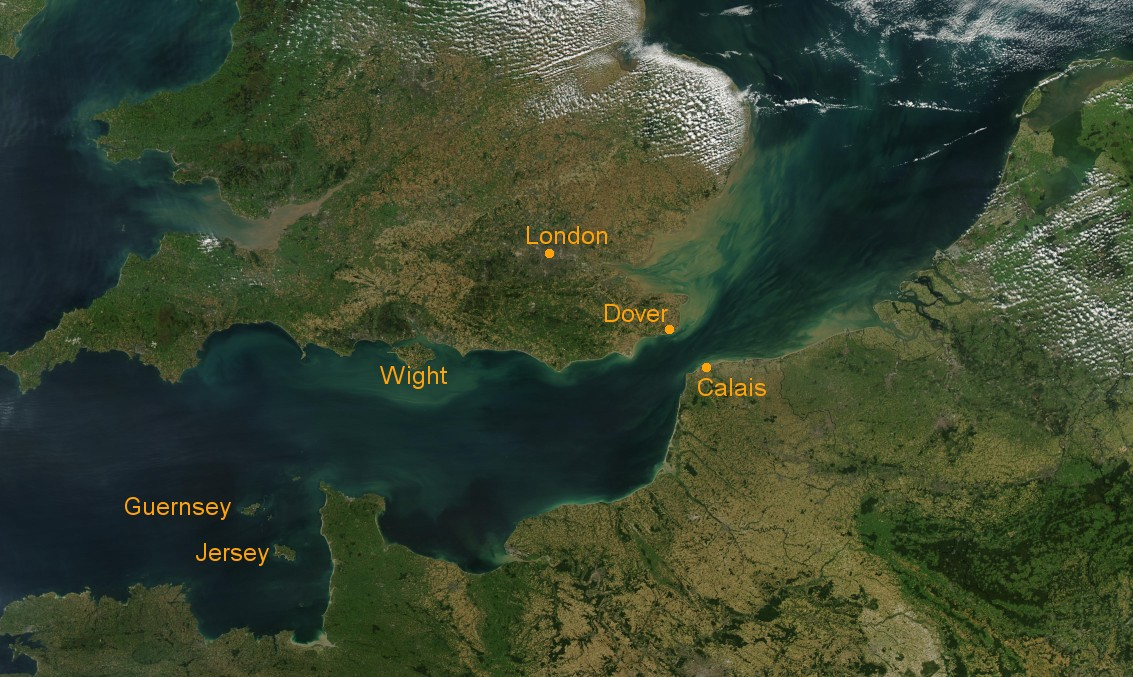
Canalul Mânecii

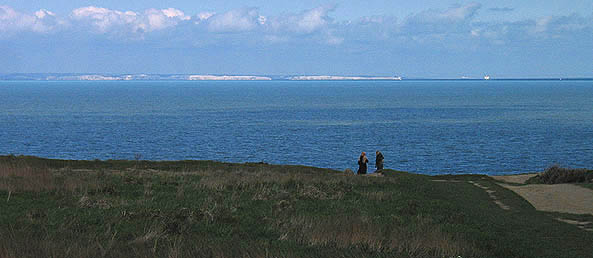
Vedere de pe Cap Gris-Nez peste Canalul Mânecii "White Cliffs of Dover'

Canalul Mânecii (engleză English Channel, franceză La Manche, germană Ärmelkanal, olandeză Nauw van Calais sau Kanaal) este strâmtoarea dintre sudul Angliei și nordul Franței ce leagă Oceanul Atlantic cu Marea Nordului. În canal sunt Insulele Canalului aparținând coroanei britanice și insula Wight. Tot în Canalul Mânecii se varsă Sena. Port mai important Le Havre (Franța), Southampton si Plymouth (ambele aparțin Marii Britanii). Lungimea canalului 563 km, lățimea maximă 248 km, in zona strâmtorii Dover are lățimea minimă de 34 km, adâncimea medie a canalului 120 m, la deschiderea spre Marea Nordului are 41 m adâncime.
Acum există un tunel submarin ce leagă Anglia de Franța trecând pe sub Canalul Mânecii. Ideea acestui tunel datează din anul 1875, când s-au început la Sangate săpăturile, fiind mai târziu (1882) abandonate. Tunelul actual a fost construit între anii 1987 și 1994, în cooperare de guvernele Regatului Unit și Franței.

## Poziția geografică
Organizația Hidrografică Internațională definește limitele Canalului Mânecii după cum urmează:
La vest:
Linia care unește Insula Ouessant (48°38′23″N 4°34′13″V / 48.63972°N 4.57028°V) cu Capul Land's End (50°04′N 5°43′V / 50.067°N 5.717°V).
La est:
Limita sud-vestică a Mării Nordului.
Împreună cu Strâmtoarea Dover (Pas de Calais), leagă Marea Nordului de Oceanul Atlantic. Are o lungime de 578 km, lățime de 250 km la vest și 32 km la est, iar adâncimea minimă pe canalul navigabil este de 23,5 m.
Porturile principale: Portsmouth, Southampton, Le Havre, Cherbourg. Cele mai mari insule ale canalului: Insula Wight lângă coasta Marii Britanii și Insulele Canalului lângă coasta Franței. Sub strâmtoarea Dover, continuarea nord-estică a Canalului Mânecii, între Dover și Calais, a fost construit un tunel feroviar cu două linii, cunoscut ca Tunelul Canalului Mânecii (cu o lungime totală de 52,5 km, dintre care 38 km sub fundul canalului).

## Geologie
Canalul s-a format în perioada Pleistocenului ca urmare a două megainundații (acum 425.000 de ani și 200.000 de ani în urmă), datorită spargerii apelor dintr-un lac glacial situat în actuala zonă  a Mării Nordului. Apa care a pătruns prin peretele glaciar a spălat istmul (creasta Weald-Artois) care lega atunci Marea Britanie de continent și a format Strâmtoarea Dover.

## Denumire
Cuvântul La Manche a fost împrumutat din denumirea franceză a strâmtorii (manche, în franceză, înseamnă „strâmtoare îngustă, braț”), termen folosit cel puțin din secolul al XVII-lea.

## Traversarea înot a Canalului Mânecii
Înotătorii traversează Canalul Mânecii (mai exact, cea mai îngustă parte a acestuia – Strâmtoarea Dover, 32 km) în condiții dificile: apă rece (între +15 și +18°C vara), valuri și vânt (înotul are loc cu valuri de până la 4 grade pe Scara Beaufort), precum și curenți cauzate de maree. Din acest motiv, de-a lungul istoriei, doar aproximativ 1000 de persoane au reușit să traverseze Canalul Mânecii (până în anul 2012) – mai puțini decât cei care au urcat pe Everest.
- Primul om care a traversat Canalul Mânecii a fost înotătorul britanic Matthew Webb în 1875, în 21 de ore și 45 de minute. Prima femeie care a realizat această performanță a fost americanca Gertrude Ederle, în 1926, în 14 ore și 39 de minute.
- Petăr Stoychev (Bulgaria) a fost primul care a înotat canalul în mai puțin de 7 ore: 6 ore, 57 minute și 50 secunde, în 2007.
- Recordul masculin din 2012 îi aparține australianului Trent Grimsey, în timp ce recordul feminin este deținut de înotătoarea cehă Yvetta Hlaváčová, cu un timp de 7 ore, 25 minute și 15 secunde, stabilit în 2006.
- De asemenea, sunt înregistrate și cele mai lente traversări ale strâmtorii. Recordul este deținut de Jackie Cobell (Marea Britanie), cu un timp de 28 ore și 44 de minute, stabilit în 2010.[4]
- Francezul de 42 de ani, Philippe Croizon, a devenit primul om fără mâini și picioare care a reușit să traverseze Canalul Mânecii. A folosit proteze speciale pentru a-și menține echilibrul în apă și s-a antrenat câte 35 de ore pe săptămână. Philippe a început traversarea din portul britanic Folkestone și l-a terminat în apropierea orașului francez Wissant, în puțin peste 14 ore[5].
- Diferența în timpii de traversare se explică nu doar prin măiestria participanților, traficul maritim intens (până la 600-700 de nave pe zi) și condițiile meteorologice, ci și prin abilitatea pilotului bărcii de însoțire. Înotătorilor le este interzisă utilizarea costumelor de scufundare, dar este recomandată folosirea unui compus gras special (Channel grease, 90% lanolină, 10% vaselină) pentru a se proteja de mediul înconjurător agresiv. Se efectuează controale antidoping aleatorii. Înotătorul nu trebuie să atingă niciun obiect (persoane, bărci etc.) pe parcursul traversării. Alimentarea înotătorului se face prin transferul de sticle cu o frânghie sau cupe pe un băț extensibil de la barca de însoțire.
- Traversarea Canalului Mânecii este un sport periculos. Pe 11 august 2001, aproape de finalul traversării, s-a pierdut contactul vizual cu înotătorul Ueli Staub (Elveția). Pe 21 iulie 2012, irlandezul de 45 de ani Patrick Casey s-a înecat la circa un kilometru de țărmul francez, în jurul miezului nopții. Pe 27 august 2016, britanicul de 45 de ani Nick Thomas, găsit după 16 ore de înot la 16 km de țărmul francez, a murit în spital.
- Cel mai tânăr înotător care a traversat Canalul Mânecii este britanicul Tom Gregory, care a realizat această performanță în 1988, la vârsta de 11 ani.[6]

## Traversarea Canalului Mânecii cu mijloace de transport
- Francezul Louis Blériot a fost primul care a traversat Canalul Mânecii cu un avion, la 25 iulie 1909.
- Americanca Harriet Quimby a devenit prima femeie care a zburat peste Canalul Mânecii, la 16 aprilie 1912.
- În 1974, Bernard Thomas din Llechryd, Țara Galilor, a traversat Canalul Mânecii într-un canoe în 13 ore și jumătate. Această acțiune a fost realizată pentru a demonstra că canoele indiene din tribul Mandan din Dakota de Nord ar putea proveni din canoele galeze, aduse de prințul Madoc în secolul al XII-lea[7].
- Pe 12 iunie 1979, americanul Brian Allen, în vârstă de 26 de ani, a traversat strâmtoarea Canalului Mânecii cu un musculopter Gossamer Albatross.
- La 4 august 2019, inventatorul francez de 40 de ani Franky Zapata a traversat Canalul Mânecii pe o platformă zburătoare Flyboard, construită de el, în doar 20 de minute.[8]

## Ecologie
Ca pe orice rută maritimă intens navigată, Canalul Mânecii se confruntă cu probleme de mediu din cauza navelor cu încărcături toxice și a tancurilor petroliere care traversează frecvent strâmtoarea. Aproximativ 40% din incidentele de poluare a mediului din Regatul Unit au loc în Canalul Mânecii și în zonele adiacente. De exemplu, în urma naufragiului portcontainerului „Napoli” în 2007, aproximativ 1700 de tone de încărcătură periculoasă au fost aruncate pe țărmurile golfului Lyme.